# Oudfrans
Het Oudfrans is het Frans zoals dat in het noorden van Frankrijk gesproken werd van de 9e tot de 14e eeuw. Het heeft zich via het Middelfrans ontwikkeld tot het Nieuwfrans, dat door keizer Napoleon Bonaparte tot standaardtaal werd verheven voor internationale betrekkingen, wetgeving, bestuur, rechtspraak en postbezorging in de gebieden waar hij heerste, daaronder de Lage Landen. In wat nu Frankrijk is drong het Nieuwfrans door in literatuur en media. Het Oudfrans is samen met enkele nauw verwante talen zoals het Waals en Picardisch rechtstreeks voortgekomen uit de langues d'oïl.

## Oorsprong

### Latijn
De geschiedenis van het Oudfrans begon toen het zuiden van Gallië onder Romeinse bezetting kwam. In 118 v.Chr. werd de eerste belangrijke Romeinse nederzetting in die streek gesticht in Narbonne, de latere hoofdstad van Gallia Narbonensis en het Latijn als algemene taal voor wetgeving en bestuur werd ingevoerd. De soldaten spraken Volks- of vulgair Latijn.
In de tijd van Plautus (ca. 250-184 v.Chr.) was de fonologische structuur van het klassieke Latijn al behoorlijk veranderd; dit leidde uiteindelijk tot het vulgair latijn. Dit was de voorloper van alle Romaanse talen, inclusief het Oudfrans.

### Substraat:Gallisch
Met de verovering van Gallië door Julius Caesar in de 1e eeuw v.Chr. werd het Latijn de overheersende taal in Noord-Gallië, hoewel de oorspronkelijke bevolking haar eigen taal, het Gallisch (een Keltische taal), nog lang heeft vastgehouden: in de 6e eeuw werd dit nog gesproken door de boeren op het platteland. De invloed van het Gallische substraat is nog terug te zien in de woordenschat van het Oudfrans, dat naar schatting 150 woorden van Gallische herkomst telt, bijv. bièvre 'bever', brif 'talent, finesse', grenon 'snor', muchier 'verbergen', seüs 'bloedhond' en seuwe 'touw'. Het Franse woord voor 'paard', cheval, komt uit het klassiek Latijn caballus 'knol', maar dat heeft het ontleend aan Gallische *cappilos 'pakpaard' (vgl. Welsh ceffyl, Bretons vero. kefel). Via het soldatenlatijn is dit woord ook in andere Romaanse talen beland: Catalaans cavall, Italiaans cavallo, Portugees cavalo, Spaans caballo, Roemeens cal, enz.

### Superstraat: Frankisch
In de 4e en de 5e eeuw vielen steeds meer Germaanse stammen het Romeinse Rijk binnen (zie ook Grote Volksverhuizing). Noord-Gallië werd uiteindelijk bezet door de Franken, die hun eigen taal spraken, het Frankisch. Als gevolg hiervan kwamen veel (wellicht 15 procent van de totale woordenschat) leenwoorden van Frankische oorsprong in het Frans terecht. Enkele voorbeelden zijn bosc, bois ‘bos; hout’ (< *busk; vgl. Nederlands bos, Duits Busch ‘struik’), guarder, warder 'bewaken' (< *wardōn; vgl. Middelnederlands wa(e)rden ‘wachten, bewaken’, Dt. warten) en hache 'aks' (< *hāppia ‘sikkelvormig snoeimes’; vgl. Ndl. heep, hiep, Dt. Hippe). Doordat er meerdere Germaanse stammen tegelijkertijd in Gallië actief waren, waaronder naast de Franken ook de Bourgondiërs en de Visigoten, is van sommige germanismen de precieze herkomst moeilijk te achterhalen.
In deze zelfde periode schoof de Germaans/Romaanse taalgrens op naar het zuiden, maar na de Frankische kerstening werd het Latijn zowel in gesproken als geschreven vorm opnieuw belangrijk zodat deze ontwikkeling weer werd omgedraaid.

## Nomenclatuur
Men is de benamingen "Frans" en "Frankrijk" - beide afgeleid van het etnoniem Frankisch - vanaf de Middeleeuwen gaan gebruiken voor heel Gallië. De benaming langue d'oïl werd gebruikt om de in Noord-Gallië gesproken dialecten te onderscheiden van die in Zuid-Gallië, het Occitaans. Beide benamingen verwijzen naar het tussenwerpsel ter bevestiging of bestemming, vergelijk Occitaans òc tegenover Oudfrans oïl 'ja', een samentrekking uit o 'ja' + il 'hij' (alleen in de Noord-Gallische dialecten heeft lenitie van de laatste klank van hoc plaatsgehad, wat uiteindelijk leidde tot de vorm oui).

## Fonologieen voornaamsteklankverschuivingen
Op fonologisch vlak is het Frans van alle Romaanse talen waarschijnlijk het vernieuwendst geweest, waardoor het heden ten dage het verst afstaat van het Latijn, zowel qua grammatica als qua woordenschat en morfologie. Van de talrijke klankverschuivingen die de ontwikkeling van het Oudfrans hebben gekenmerkt worden hieronder alleen de belangrijkste besproken.

### Klinkers
Een van de voornaamste klankverschuivingen in het Oudfrans betreft zowel de monoftongering als de diftongering van veel klinkers naargelang hun fonologische context. Het klassiek Latijn had zes monoftongen: /a/, /e/, /i/, /o/, /u/ en /y/, allemaal met een korte en een lange variant, en daarnaast de diftongen æ [aɪ], œ [oɪ̯] en au [aʊ̯]. In het Laatlatijn was het verschil tussen lange en korte klinker niet langer fonematisch, maar dit had slechts een gedeeltelijke samenvalling van de korte en de lange klinkers tot gevolg.
Veel korte klinkers uit het klassiek Latijn werden in het vulgair Latijn geleidelijk aan meer open gearticuleerd, terwijl de articulatie van lange klinkers nagenoeg hetzelfde bleef. Zo werd:
- ē tot [e], maar e tot [ɛ].
- ī tot [i], maar i tot [ɪ].
- ō tot [o], maar o tot [ɔ].
- ū tot [u], maar u tot [ʊ].

Alleen a en ā vielen samen tot [a]. De y, die voornamelijk in geleerde woorden van Oudgriekse herkomst voorkwam, ging helemaal op in de i. De æ [ɛː] viel samen met de korte e (en werd dus [ɛ]), de œ werd net als de lange e een [e]. De au neigde sterk naar [o] maar bleef in ieder geval in Gallië nog een tijdlang een diftong (dit blijkt zo meteen uit het feit dat de klassieke au in het Oudfrans anders werd behandeld dan zowel de korte als de lange o). Al met al telde het vulgair Latijn dus negen isochrone monoftongen en één diftong.
In het Oudfrans vond opnieuw fonemische neutralisatie plaats:
- ɪ ging op in e.
- ʊ ging op in o.

Met de overige zeven basisklanken gebeurde het volgende:
- In beklemtoonde en open lettergrepen veranderde a vermoedelijk via [aɛ] of [æ] in [e]: māre [ˈmaːre] 'zee' > *[ˈmaɛ.rə] > mer; amāre 'liefhebben, houden van' > amer.
- In gesloten lettergrepen is /a/ volgens de meeste taalkundigen altijd onveranderd gebleven: parte(m) 'deel' > part.
- De Proto-Romaanse [ɛ] werd in open lettergrepen gediftongeerd tot ie [iɛ]: mel [mɛɫ] 'honing' > miel [miɛl].
- In gesloten lettergrepen bleef de e onveranderd: tempus 'tijd; weer' > tens, tans.
- e diftongeerde al gauw tot ei: rēge(m) 'koning' > rei; habēre 'hebben' > aveir.
- [ɔ] werd de vallende diftong uɔ en eindelijk ue: cor [kɔr] 'hart' > quors [kuɔr] > cuer [kuer].
- In open lettergrepen verglijdt o via ou tot eu: focus 'vuur' > fou (9e eeuw) > feu (12e).
- In gesloten lettergrepen ging o op in u: cōrte [kor.te] 'hof' > curt, cort [kurt].
- au werd definitief een monoftong, maar niet gebroken: aurum 'goud' > ōrum > or (niet *our of *uer).
- i en u bleven onveranderd (liber ‘vrij’ > libre; mūrus ‘muur’ > murs).
- Bij de nieuwe diftongen ai en ui was sprake van een voedende volgorde van regels. De diftongering was echter niet het gevolg van breking, maar een hiaatdelging als gevolg van een eerdere klinkerbotsing, die weer het gevolg was van de deletie van medeklinkers in intervocale positie.
- Ook de lenitie van medeklinkers tot de halfklinker j leidde in veel gevallen tot nieuwe diftongen: facere 'maken, doen' > faire, lacte 'melk' > lait, nocte(m) 'nacht' > noit > nuit. De diftongen au en eu ontstonden in gesloten lettergrepen voor l.

De hierboven geschetste situatie moet overeenkomen met het Frans uit de 11e eeuw. Woorden uit de tekst van het Roelantslied zouden dan ongeveer zo hebben geklonken: faire ['fajrə], nuit [nujt].
Na 1100 traden opnieuw drastische veranderingen op in de uitspraak, maar niet in de spelling:
- Aan het begin van de 12e eeuw moet de diftong ei zijn veranderd oi [ɔi]: rei > roi, veir > voir.
- De achter in de mond gelegen klinker u komt naar voren en verandert in een [y], en bijgevolg verandert ook de tweeklank ue verandert in yə.

In de tweede helft van de 13e eeuw worden diftongen ofwel gemonoftongeerd, of het zwaartepunt verschuift naar het tweede element:
- De diftong ai [aj] verandert in ɛ (waardoor bijvoorbeeld faire en trouvere gaan rijmen), au verandert in o.
- eu verandert in [œ] (gesloten) ~ [ø] (open).
- ie verandert in jɛ (gesloten) ~ je (open) (miel: [miɛl] > [mjɛl]).
- oi [ɔi] verandert in wɛ.
- ue verandert in [œ] (gesloten) ~ [ø] (open) (cuer > cœur)
- ui verandert in [ɥi] (nuit [nɥit]).

Het wegvallen van de s voor medeklinkers leidde tot verlenging van de voorafgaande klinker. Rond 1300 verschilt het Franse klinkersysteem nog op twee punten van dat van het Nieuwfrans:
- oi klinkt als wɛ, niet als wa.
- de sjwa aan het einde van woorden, die tegenwoordig alleen nog maar wordt geschreven, is ook in de spreektaal nog te horen.

#### Syncope
Syncope van onbeklemtoonde lettergrepen moet al zijn begonnen in het Laatlatijn, maar het duurde eeuwen voordat dit proces was voltooid. Dit is te zien aan een Oudfranse vorm als dei(f)t 'hij is schuldig; moet', die is ontstaan uit dēbet; als gevolg van syncope in combinatie met lenitie was de lettergreep in het Oudfrans al gesloten, en de diftongering van e in ei moet al hebben plaatsgevonden vóór de syncope, dus toen de lettergreep nog open was.
Syncope is met name van belang bij de vervoeging van sommige onregelmatige Franse werkwoorden (zie hieronder).

#### Oxytonie
In de Nieuwfranse spreektaal zijn de meeste woorden oxytona, wat wil zeggen dat de klemtoon op de laatste lettergreep ligt. In het Oud- en Middelfrans bestonden twee mogelijkheden: de klemtoon viel op de laatste lettergreep of op de voorlaatste, waarbij de klinker in de laatste lettergreep was gereduceerd tot een sjwa. Dit was het gevolg van de syncope waarbij de plaats van de klemtoon niet meeveranderde; de klassiek Latijnse proparoxytona waren hierdoor veranderd in paroxytona (cálidus > caldus > chalt, chaut ‘warm’), terwijl bij de klassiek Latijnse paroxytonen de klemtoon was verschoven naar de laatste lettergreep (zoals in dēbet > deift ‘hij is schuldig; moet’). In geschreven teksten uit het midden van de 9e eeuw eindigen Oudfranse woorden nog op -us, -o of -a , maar dit veranderde al heel snel daarna in -s of -e.

#### Neusklinkers
Net als het Nieuwfrans kende ook het Oudfrans al neusklinkers. In tegenstelling tot tegenwoordig werd de medeklinker die de nasalering veroorzaakt had nog uitgesproken. In het woord vin [vĩn] ‘wijn’ was waarschijnlijk een i-achtige klinker te horen in plaats van de huidige [vɛ̃], en ook de combinaties en en ain moeten anders hebben geklonken.

### Medeklinkers
De consonantmutaties die de ontwikkeling van het Oudfrans hebben gekenmerkt zijn grotendeels hetzelfde als in andere Romaanse talen:
- De h werd net als tegenwoordig in het Oudfrans nog geschreven, maar moet al heel vroeg zijn verdwenen (zie ook h-deletie).
- De stemloze velare plosief k (met het grafeem c) werd gepalataliseerd voor de klinkers e en i en in sommige gevallen - bijvoorbeeld in de Parijse dialecten - ook voor a. Dit werd gevolgd door assibilatie, en uiteindelijk leidde dit eerst tot de affricaten en uiteindelijk de sibilanten /ʦ/ en /ʧ/, afhankelijk van de taalvariant (in het Picardisch wordt cerf uitgesproken als /ʧɛrf/, en chambre als /kɑ̃mbrə/). Deze nieuwe klank heeft tot op de dag van vandaag het Latijnse grafeem c behouden. Evenzo is de stemhebbende velare plosief g- in veel gevallen veranderd in /j/, en daarna /ʤ/: jocus [ˈjɔ.kʊs] > gius, geus [ˈʤe.us] 'spel, speel; speelgoed'. Typisch Frans is verder de lenitie gevolgd door deletie van f, p en c voor en na klinkers; de al besproken Oudfranse vorm deift veranderde aldus eerst in deit, vervolgens in doit.

### Spelling
Met de letter z werd de combinatie ts weergegeven. Aan het woordeinde stond -x in principe voor -us. De Oudfranse spelling kende nog geen accent aigu, grave of circonflexe. De cedille bestond al wel; zo was het grafeem Ç een afkorting van de digraaf cz waarmee werd aangeduid dat een c als ts diende te worden uitgesproken en niet als k.

## Grammatica
De Oudfranse grammatica wijkt sterker af van die van het Nieuwfrans dan bij andere Romaanse talen in dit stadium het geval was.

#### Zelfstandig naamwoord
In tegenstelling tot de andere Romaanse talen kende het Oudfrans het derde (onzijdige) geslacht al niet meer. De meeste woorden die in het Latijn onzijdig waren, waren in het Oudfrans mannelijk geworden. Alle zelfstandige naamwoorden werden bovendien voorzien van lidwoorden die waren afgeleid van de Latijnse aanwijzende voornaamwoorden ille en illa 'die daar, gene'. In de Eed van Straatsburg ontbraken de Oudfranse lidwoorden nog, maar in de Sequentia van de heilige Eulalie werden ze al wel gebruikt.
In de 9e eeuw eindigden de meeste vrouwelijke woorden nog op -a, zoals in het Latijn. Daarna trad snel klinkerreductie op, waardoor de woorden in de 10e eeuw op een sjwa eindigden.
Maar wat nog het meest opvalt is dat het Oudfrans twee naamvallen kende: de casus rectus en de casus obliquus, in de Franstalige grammatica cas sujet en cas régime genoemd. In de andere Romaanse talen (behalve het Oudoccitaans en Oud-Reto-Romaans) was dit tweecasussysteem in dezelfde tijd waarschijnlijk al helemaal verdwenen.
In het meervoud waren de meeste vormen al hetzelfde, in het enkelvoud bestond het onderscheid tussen de casus rectus en de casus obliquus vooral bij mannelijke woorden (net als in het Duits):

##### bepaald lidwoord
|                | mannelijk | mannelijk | vrouwelijk | vrouwelijk |
| enk.           | meerv.    | enk.      | meerv.     |            |
| -------------- | --------- | --------- | ---------- | ---------- |
| casus rectus   | li        | li        | la         | les        |
| casus obliquus | le        | les       | la         | les        |

##### onbepaald lidwoord
Dit was net als in het Nieuwfrans hetzelfde voor mannelijk en vrouwelijk.

###### Eerste declinatie
Regelmatige vrouwelijke woorden
Deze woorden gaan terug op de declinatie volgens welke fēmina werd verbogen.
| paradigma: fame 'vrouw' | paradigma: fame 'vrouw' | paradigma: fame 'vrouw' |
|                         | enkelvoud               | meervoud                |
| ----------------------- | ----------------------- | ----------------------- |
| rectus                  | la fame                 | les fames               |
| obliquus                | la fame                 | les fames               |

Eerste declinatie (a): vrouwelijke hybriden
Deze woorden gaan terug op een andere dan de eerste Latijnse declinatie: riens (vervormd uit rien < rem, accusatief van rēs, vijfde declinatie) en citez (vervormd uit citet < cīvitātem, accusatief van cīvitās, derde declinatie)
| paradigma: riens 'ding, zaak' | paradigma: riens 'ding, zaak' | paradigma: riens 'ding, zaak' |
|                               | enkelvoud                     | meervoud                      |
| ----------------------------- | ----------------------------- | ----------------------------- |
| rectus                        | la riens                      | les riens                     |
| obliquus                      | la rien                       | les riens                     |
| paradigma: citez 'stad'       |                               |                               |
|                               | enkelvoud                     | meervoud                      |
| rectus                        | la citez                      | les citez                     |
| obliquus                      | la cité(t)                    | les citez                     |

###### Tweede declinatie
Tot deze groep behoren de meeste mannelijke woorden die in het Latijn in de nominatief enkelvoud op -us eindigden; in het Oudfrans eindigden deze woorden in de nominatief enkelvoud ook nog op -s, in de casus obliquus in het algemeen op -o (Deus - Deo, Karlus - Karlo); er bestonden echter verschillen per dialect. De meervoudsvorm van de casus obliquus was gebaseerd op de Latijnse accusatief (veisins < *vecīnōs < vīcīnōs). Mannelijke woorden -is die in het Latijn volgens de derde declinatie werden verbogen en onzijdige woorden op -s zijn ook in deze categorie beland (peis, pois 'gewicht' < pēnsum; tens, tans 'tijd; weer' < tempus). Dit gold eveneens voor woorden die terug te leiden waren op Latijnse deelwoorden: -ens, -entem (sergenz < serviēns).
| paradigma: veisins 'buurman'                 | paradigma: veisins 'buurman' | paradigma: veisins 'buurman' |
|                                              | enkelvoud                    | meervoud                     |
| -------------------------------------------- | ---------------------------- | ---------------------------- |
| rectus                                       | li veisins                   | li veisin                    |
| obliquus                                     | le veisin                    | les veisins                  |
| paradigma: sergenz 'bediende, onderofficier' |                              |                              |
|                                              | enkelvoud                    | meervoud                     |
| rectus                                       | li sergenz                   | li sergent                   |
| obliquus                                     | le sergent                   | les sergenz                  |

tweede declinatie (a): mannelijke hybriden
Tot deze verbuigingsklasse behoren de meeste mannelijke woorden die in het Latijn in de nominatief enkelvoud niet op -us eindigen.
| paradigma: pe(d)re 'vader' | paradigma: pe(d)re 'vader' | paradigma: pe(d)re 'vader' |
|                            | enkelvoud                  | meervoud                   |
| -------------------------- | -------------------------- | -------------------------- |
| rectus                     | li pe(d)re                 | li pe(d)re                 |
| obliquus                   | le pe(d)re                 | les pe(d)res               |

#### Derde of gemengde declinatie
De derde declinatie omvatte in het Latijn zowel mannelijke als vrouwelijke vormen. In het Oudfrans werd slechts een beperkt aantal woorden ook volgens deze declinatie verbogen. De derde declinatie in het Oudfrans wordt onderverdeeld in vier subklassen:
derde declinatie (a): mannelijk
De eerste subgroep bevat onder meer de Latijnse nomina agentis, dat wil zeggen mannelijke woorden die terug te voeren zijn op het Latijnse achtervoegsel -ātōr en al deze woorden waren Latijnse paroxytona, dus in de nominatief enkelvoud viel de klemtoon op a: viātor, dictātor, cūrātor, en in de verbogen vorm op o± viātṓrem, dictātṓrem, cūrātṓrem.
In het Oudfrans leidde dit tot de volgende verbuigingsparadigma:
| paradigma: trouvere 'minstreel' | paradigma: trouvere 'minstreel' | paradigma: trouvere 'minstreel' |
|                                 | enkelvoud                       | meervoud                        |
| ------------------------------- | ------------------------------- | ------------------------------- |
| rectus                          | li trouvere                     | li trouveor                     |
| obliquus                        | le trouveor                     | les trouveors                   |

derde declinatie (b): mannelijk<
De woorden uit deze groep stammen van woorden die in de nominaitef eindigden op -o en in de andere naamvallen op -onX. Ook hier verschuift in andere naamvallen dan de nominatief enkelvoud de klemtoon naar achteren: Cícerō - Cicerṓnem. De meeste abstracte vrouwelijke Latijnse woorden op -o, -onem hebben klasse IIIb niet gehaald. In deze groep vallen ook woorden met een niet-Latijnse herkomst zoals rectus gars, obliquus garçun 'soldaat, jongen, knecht' (ontleend aan het Oudfrankische *wrakkio 'banneling, krijger in vreemde dienst', waaruit Middelnederlands recke 'banneling, avonturier, rondzwervend krijger'). De woorden uit klasse IIIb vertonen veel klinkerwisseling.
| paradigma: ber 'vrij man, edelman'                  | paradigma: ber 'vrij man, edelman' | paradigma: ber 'vrij man, edelman' |
|                                                     | enkelvoud                          | meervoud                           |
| --------------------------------------------------- | ---------------------------------- | ---------------------------------- |
| rectus                                              | li ber                             | li baron                           |
| obliquus                                            | le baron                           | les barons                         |
| paradigma: compains 'kameraad, makker'              |                                    |                                    |
|                                                     | enkelvoud                          | meervoud                           |
| rectus                                              | li compains                        | li compaignon                      |
| obliquus                                            | le compaignon                      | les compaignons                    |
| paradigma: gars 'soldaat, huurling; jongen, knecht' |                                    |                                    |
|                                                     | enkelvoud                          | meervoud                           |
| rectus                                              | li gars                            | li garçon                          |
| obliquus                                            | le garçon                          | les garçons                        |

derde declinatie (c): vrouwelijk
Deze verbuigingsklasse bestond nog niet in het Latijn. Ook hier is in het meervoud geen verschil meer tussen de naamvallen:
| paradigma: none 'non, kloosterlinge' | paradigma: none 'non, kloosterlinge' | paradigma: none 'non, kloosterlinge' |
|                                      | enkelvoud                            | meervoud                             |
| ------------------------------------ | ------------------------------------ | ------------------------------------ |
| rectus                               | la none                              | les nonains                          |
| obliquus                             | la nonain                            | les nonains                          |

derde declinatie (d): gemengd
Dit is een restgroep waarin onregelmatige vormen zijn gemengd. Deze klasse is op dezelfde manier ontstaan als IIIa en IIIb: door verschuiving van de klemtoon. In de onderstaande voorbeelden zijn de grondwoorden sóror - sorṓrem, ī́nfāns - īnfántem, présbyter - presbýterum en sénior - seniṓrem. Alleen in het laatste voorbeeld (cómes - cómitem) bleef de klemtoon gelijk, wat voor een anomalie in de verbuiging zorgde.
| paradigma: suer 'zuster'      | paradigma: suer 'zuster' | paradigma: suer 'zuster' |
|                               | enkelvoud                | meervoud                 |
| ----------------------------- | ------------------------ | ------------------------ |
| rectus                        | la suer                  | les serors               |
| obliquus                      | la seror                 | les serors               |
| paradigma: enfes 'kind'       |                          |                          |
|                               | enkelvoud                | meervoud                 |
| rectus                        | li enfes                 | li enfant                |
| obliquus                      | l'enfant                 | les enfanz               |
| paradigma: prestre 'priester' |                          |                          |
|                               | enkelvoud                | meervoud                 |
| rectus                        | li prestre               | li prevoire              |
| obliquus                      | le prevoire              | les prevoires            |
| paradigma: sire 'heer'        |                          |                          |
|                               | enkelvoud                | meervoud                 |
| rectus                        | li sire                  | li sieur                 |
| obliquus                      | le sieur                 | les sieurs               |
| paradigma: cuens 'graaf'      |                          |                          |
|                               | enkelvoud                | meervoud                 |
| rectus                        | li cuens                 | li conte                 |
| obliquus                      | le conte                 | les contes               |

## Werkwoord
De vervoeging van het Oudfranse werkwoord onderscheidt zich met name van die van Latijnse werkwoorden doordat er meer onregelmatigheden zijn. Ook zijn bepaalde enkelvoudige relatieve tijden - i.h.b. het preteritum exactum, futurum exactum en plusquamperfectum - verdwenen en vervangen door samengestelde tijden met als hulpwerkwoorden aveir 'hebben' of estre 'zijn'.

#### Werkwoorden op -erzonderumlaut
De meeste Oudfranse werkwoorden op -er stammen uit de Latijnse werkwoorden op -are en kennen geen umlaut in de stam:
| paradigma: durer 'uithouden, weerstaan' | paradigma: durer 'uithouden, weerstaan' | paradigma: durer 'uithouden, weerstaan' | paradigma: durer 'uithouden, weerstaan' | paradigma: durer 'uithouden, weerstaan' | paradigma: durer 'uithouden, weerstaan' | paradigma: durer 'uithouden, weerstaan' | paradigma: durer 'uithouden, weerstaan' | paradigma: durer 'uithouden, weerstaan' |
| indicatief                              | indicatief                              | indicatief                              | indicatief                              | conjunctief                             | conjunctief                             | conditionalis                           | imperatief                              |                                         |
| presens                                 | preteritum                              | imperfectum                             | futurum                                 | presens                                 | imperfectum                             | presens                                 | presens                                 |                                         |
| --------------------------------------- | --------------------------------------- | --------------------------------------- | --------------------------------------- | --------------------------------------- | --------------------------------------- | --------------------------------------- | --------------------------------------- | --------------------------------------- |
| je                                      | dur                                     | durai                                   | duroie                                  | durerai                                 | dur                                     | durasse                                 | dureroie                                |                                         |
| tu                                      | dures                                   | duras                                   | durois                                  | dureras                                 | durs                                    | durasses                                | durerois                                | dure                                    |
| il                                      | dure                                    | dura                                    | duroit                                  | durera                                  | durt                                    | durast                                  | dureroit                                |                                         |
| nous                                    | durons                                  | durames                                 | duriiens/-ïons                          | durerons                                | durons                                  | durissons/-issiens                      | dureriions/-ïons                        | durons                                  |
| vous                                    | durez                                   | durastes                                | duriiez                                 | dureroiz/-ez                            | durez                                   | durissoiz/-issez/-issiez                | dureriiez/-ïez                          | durez                                   |
| ils                                     | durent                                  | durerent                                | duroient                                | dureront                                | durent                                  | durassent                               | dureroient                              |                                         |

#### Werkwoorden op-ermet umlaut
In werkwoorden met umlaut in de stam is deze klinkerwisseling afhankelijk van de klemtoon. Deze kan vallen op de stam of uitgang. Klinkers in open lettergrepen ondergaan (zoals hierboven beschreven) andere veranderingen dan klinkers in gesloten lettergrepen. In het volgend paradigma is de alternantie a ~ ai. Daarnaast wordt in de aanvoegende wijs m geassimileerd tot n. Als gevolg van morfologische nivellering hebben in het Nieuwfrans alle stamklinkers dezelfde vorm (n het voorbeeld hieronder ai- gekregen.
| paradigma: amer 'liefhebben' | paradigma: amer 'liefhebben' | paradigma: amer 'liefhebben' | paradigma: amer 'liefhebben' | paradigma: amer 'liefhebben' | paradigma: amer 'liefhebben' | paradigma: amer 'liefhebben' | paradigma: amer 'liefhebben' | paradigma: amer 'liefhebben' |
| indicatief                   | indicatief                   | indicatief                   | indicatief                   | conjunctief                  | conjunctief                  | conditionalis                | imperatief                   |                              |
| presens                      | preteritum                   | imperfectum                  | futurum                      | presens                      | imperfectum                  | presens                      | presens                      |                              |
| ---------------------------- | ---------------------------- | ---------------------------- | ---------------------------- | ---------------------------- | ---------------------------- | ---------------------------- | ---------------------------- | ---------------------------- |
| j’                           | aim                          | amai                         | amoie                        | amerai                       | aim                          | amasse                       | ameroie                      |                              |
| tu                           | aimes                        | amas                         | amois                        | ameras                       | ains                         | amasses                      | amerois                      | aime                         |
| il                           | aime                         | ama                          | amoit                        | amera                        | aint                         | amast                        | ameroit                      |                              |
| nous                         | amons                        | amames                       | amiiens/-ïons                | amerons                      | amons                        | amissons/-issiens            | ameriions/-ïons              | amons                        |
| vous                         | amez                         | amastes                      | amiiez                       | ameroiz/-ez                  | amez                         | amissoiz/-issez/-issiez      | ameriiez/-ïez                | amez                         |
| ils                          | aiment                       | amerent                      | amoient                      | ameront                      | aiment                       | amassent                     | ameroient                    |                              |

#### Werkwoorden op-irzonder infix
| paradigma: dormir 'slapen' | paradigma: dormir 'slapen' | paradigma: dormir 'slapen' | paradigma: dormir 'slapen' | paradigma: dormir 'slapen' | paradigma: dormir 'slapen' | paradigma: dormir 'slapen' | paradigma: dormir 'slapen' | paradigma: dormir 'slapen' |
| indicatief                 | indicatief                 | indicatief                 | indicatief                 | conjunctief                | conjunctief                | conditionalis              | imperatief                 |                            |
| presens                    | preteritum                 | imperfectum                | futurum                    | presens                    | imperfectum                | presens                    | presens                    |                            |
| -------------------------- | -------------------------- | -------------------------- | -------------------------- | -------------------------- | -------------------------- | -------------------------- | -------------------------- | -------------------------- |
| je                         | dorm, dors                 | dormis                     | dormoie                    | dormirai                   | dorm                       | dormisse                   | dormiroie                  |                            |
| tu                         | dors                       | dormis                     | dormois                    | dormiras                   | dorms                      | dormisses                  | dormirois                  | dorme                      |
| il                         | dort                       | dormit                     | dormoit                    | dormira                    | dormt                      | dormist                    | dormiroit                  |                            |
| nous                       | dormons                    | dormimes                   | dormiiens/-ïons            | dormirons                  | dormons                    | dormissons/-issiens        | dormiriions/-ïons          | dormons                    |
| vous                       | dormez                     | dormistes                  | dormiiez                   | dormiroiz/-ez              | dormez                     | dormissoiz/-issez/-issiez  | dormiriiez/-ïez            | dormez                     |
| ils                        | dorment                    | dormirent                  | dormoient                  | dormiront                  | dorment                    | dormissent                 | dormiroient                |                            |

#### Werkwoorden op-irmet infix
Het infix is(s)- (< Latijns -esc-) komt bij sommige werkwoorden tussen de stam en de uitgang te staan. Deze werkwoorden hebben nooit de klemtoon op de stam. In het Italiaans is dit infix nog het duidelijkst zichtbaar: finir → finisco, finisci (maar: dormir→ dormo, dormi).
| paradigma: fenir 'beeïndigen' | paradigma: fenir 'beeïndigen' | paradigma: fenir 'beeïndigen' | paradigma: fenir 'beeïndigen' | paradigma: fenir 'beeïndigen' | paradigma: fenir 'beeïndigen' | paradigma: fenir 'beeïndigen' | paradigma: fenir 'beeïndigen' | paradigma: fenir 'beeïndigen' |
| indicatief                    | indicatief                    | indicatief                    | indicatief                    | conjunctief                   | conjunctief                   | conditionalis                 | imperatief                    |                               |
| presens                       | preteritum                    | imperfectum                   | futurum                       | presens                       | imperfectum                   | presens                       | presens                       |                               |
| ----------------------------- | ----------------------------- | ----------------------------- | ----------------------------- | ----------------------------- | ----------------------------- | ----------------------------- | ----------------------------- | ----------------------------- |
| je                            | fenis                         | feni                          | fenissoie                     | fenirai                       | fenis                         | fenisse                       | feniroie                      |                               |
| tu                            | fenis                         | fenis                         | fenissois                     | feniras                       | fenis                         | fenisses                      | fenirois                      | fenis                         |
| il                            | fenist                        | fenit                         | fenissoit                     | fenira                        | fenist                        | fenist                        | feniroit                      |                               |
| nous                          | fenissons                     | fenimes                       | fenissiiens/-ïons             | fenirons                      | fenissons                     | fenissons/-issiens            | feniriions/-ïons              | fenissons                     |
| vous                          | fenissez                      | fenistes                      | fenissiiez                    | feniroiz/-ez                  | fenissez                      | fenissoiz/-issez/-issiez      | feniriiez/-ïez                | fenissez                      |
| ils                           | fenissent                     | fenirent                      | fenissoient                   | feniront                      | fenissent                     | fenissent                     | feniroient                    |                               |

#### Werkwoorden op-re
Oudfranse werkwoorden op -re stammen uit de Latijnse infinitieven op -ere, met een sjwa tussen de stam en de uitgang.
| paradigma: corre 'rennen' (in het Nieuwfrans courir) | paradigma: corre 'rennen' (in het Nieuwfrans courir) | paradigma: corre 'rennen' (in het Nieuwfrans courir) | paradigma: corre 'rennen' (in het Nieuwfrans courir) | paradigma: corre 'rennen' (in het Nieuwfrans courir) | paradigma: corre 'rennen' (in het Nieuwfrans courir) | paradigma: corre 'rennen' (in het Nieuwfrans courir) | paradigma: corre 'rennen' (in het Nieuwfrans courir) | paradigma: corre 'rennen' (in het Nieuwfrans courir) |
| indicatief                                           | indicatief                                           | indicatief                                           | indicatief                                           | conjunctief                                          | conjunctief                                          | conditionalis                                        | imperatief                                           |                                                      |
| presens                                              | preteritum                                           | imperfectum                                          | futurum                                              | presens                                              | imperfectum                                          | presens                                              | presens                                              |                                                      |
| ---------------------------------------------------- | ---------------------------------------------------- | ---------------------------------------------------- | ---------------------------------------------------- | ---------------------------------------------------- | ---------------------------------------------------- | ---------------------------------------------------- | ---------------------------------------------------- | ---------------------------------------------------- |
| je                                                   | cor(s)                                               | corui, corus                                         | coroie                                               | corrai                                               | cor                                                  | corusse                                              | corroie                                              |                                                      |
| tu                                                   | cors                                                 | corus                                                | corois                                               | corras                                               | cors                                                 | corusses                                             | corrois                                              | core                                                 |
| il                                                   | cort                                                 | coru                                                 | coroit                                               | corra                                                | cort                                                 | corust                                               | corroit                                              |                                                      |
| nous                                                 | corons                                               | corumes                                              | coriiens/-ïons                                       | corrons                                              | corons                                               | corussons/-issiens                                   | corriions/-ïons                                      | corons                                               |
| vous                                                 | corez                                                | corustes                                             | coriiez                                              | corroiz/-ez                                          | corez                                                | corussoiz/-issez/-issiez                             | corriiez/-ïez                                        | corez                                                |
| ils                                                  | corent                                               | corurent                                             | coroient                                             | corront                                              | corent                                               | corussent                                            | corroient                                            |                                                      |

#### Werkwoorden op-oir
De meeste Nieuwfranse werkwoorden op -oir, die waren afgeleid van Latijnse werkwoorden op -ēre, eindigden in het Oudfrans nog op -eir (behalve avoir). Deze werkwoorden waren in het Oudfrans al onregelmatig en zijn dit nog steeds.